# Verticillium lindauianum
Verticillium lindauianum är en svampart som beskrevs av Bubák 1914. Verticillium lindauianum ingår i släktet Verticillium och familjen Plectosphaerellaceae.   Inga underarter finns listade i Catalogue of Life.